# Panamomops mengei
Panamomops mengei là một loài nhện trong họ Linyphiidae. Chúng được Eugène Simon miêu tả năm 1926.